# 松平勝全
松平 勝全（まつだいら かつたけ）は、江戸時代中期の大名。下総国多古藩4代藩主。官位は従五位下・豊前守。

## 生涯
寛延3年（1750年）10月27日、3代藩主・松平勝尹の長男として誕生。明和5年（1768年）5月24日、父の死去により家督を継ぐ。同年6月1日に徳川家治に御目見し、同年12月18日に従五位下・豊前守に叙位・任官する。明和6年（1769年）2月15日、はじめて領地に赴く暇を得る。
安永9年（1780年）に大坂加番に任じられ、寛政2年（1790年）3月から寛政5年（1793年）4月まで江戸城馬場先門番を務めた。寛政6年（1794年）10月6日、病気を理由に家督を次男の勝升に譲って隠居する。寛政8年（1796年）2月3日に死去した。享年47。

## 系譜
特記事項のない限り、『寛政重修諸家譜』による。子の続柄の後に記した ( ) 内の数字は、『寛政譜』の記載順。
- 父：松平勝尹
- 母：松平忠刻養女[2]（松平勘敬の娘[6][注釈 1]）
- 正室：松平信直娘[3] - 早世
  - 長男(1)：松平勝従[3]
  - 次男(2)：松平勝升[3]
- 生母不明の子女
  - 男子(3)：村上正方[3] - 村上正親の養子
  - 男子(4)：松平全好[3]